# 自負額 (醫療保險)
自負額又称免赔额（英語：Deductible，中国医保称起付线）是医疗保單持有人在保險提供者（即保險人）開始做理賠支付之前，投保人自己要負擔（自付費用）的金額（就保險人的立場，也可將deductible稱為免賠額）。在一般用法中，這個英文原意為“可抵扣（deductible）”的名詞，是用來描述保險公司用作保單理賠支付門檻的條款之一。
自負額通常被當作在保險公司要支付大量的索賠之前，消費者應該要承擔的費用。保險公司透過將保險覆蓋限制在足以引起高額費用的重大事件上，希望因此可以減少支付較小金額的次數，而達到節省的目的。因此，如果自負額越高，保險費通常會更便宜。例如，醫療保險公司會提供高保費和低自負額的保險計劃，或低保費和高自負額的計劃。一個保險計劃的每月保費為1,087美元，自負額為6,000美元，而另外一個計劃的每月保費為877美元，但是自負額則為12,700美元。有6,000美元自負額的保單持有者必須支付6,000美元的醫療衛生費用，然後保險公司才會支付其他費用。擁有自負額12,700美元的消費者必須在支付12,700美元之後，才能獲得理賠。
通常在保險單中有自負額條款，就規定保單持有人承擔出險費用的數目，通常是以固定金額顯示。保險人對超出此金額的索賠承擔支付責任（以保單中敘明的索賠上限金額為準）。根據不同的保單，自負額可能是適用到每次承保事件，或者是適用到每年承保事件的總和。對於事故難以界定的保單（例如，醫療保險），通常自負額會適用到每年承保事件的總和。
保險公司可根據索賠原因設置幾種自負額。例如，一張房屋保險單可能包含因竊盜火災、自然災害、疏散等所引起的損失或損壞的好幾種自負額。
另外有一些覆蓋自負額報銷的計劃，可在汽車、房屋、船隻/遊艇、或者醫療保險索賠時，申請自負額的理賠。

## 相較於相對自負額（franchise）
自負額不可與“相對自負額”混淆。自負額代表的是保險人不需承擔費用的部分，但是相對自負額則是純粹的一個門檻，當損失超過這個門檻金額的時候，保險人將完全承擔支付全部費用的責任。例如，對於一個20,000美元的相對自負額，發生19,900美元損失的時候，完全由保單持有人自己承擔，但是損失達到20,500美元的時候，則完全由保險人承擔。

## 相較於超額損失保險（excess）
超額（excess）包含兩個截然不同的保險條款。
首先是指被保險人要承擔超過保險公司所能支付的上限部分。這個名詞在對損失敏感的保險領域（例如責任保險）用得相當普遍，並且可透過專業的保險公司投保這類保險，例如租賃車輛超額損失保險（excess insurance）、保證資產保護保險（融資車輛超額損失保險）、和總括保險等來覆蓋。
第二種是指這種超額（excess）其實是投保人的自負額（deductible）。它是“被保險人必須承擔的第一筆費用。如果被保險人有500美元的 excess（即自負額），而總維修費用為3,000美元，那麼被保險人必須承擔其中的500美元，而剩餘的2,500美元則由保險人支付。”

## 汽車保險和財產保險
在典型的汽車保險的保單中，自負額將適用於保單持有人自己的車輛損壞，或者失竊而引起的索賠，而不論這種車禍損壞/損失是由保單持有人所造成，還是遭受破壞和偷竊的結果。根據保單，不同的索賠原因有不同的自負額。
第三方責任保險包括汽車責任險、一般責任險、停車場保管人責任險、內陸水上運輸保險、專業責任險、和勞工賠償保險，也都包含有自負額。商業責任保險保單上的這些自負額被稱為第三方責任扣除額或責任保險扣除額。因為被保險人和索賠人不是同一實體，所以保險人在支付索賠的時候，不能扣除這項金額。這就產生保險人對於被保險人發生應收款。處理這種應收款有其複雜性，保險公司經常會無法收到，導致有數百萬美元的無法收回的款項。
如果汽車保險被保險人選擇對於損害不大，仍能夠正常運作的昂貴零件不做修理，可得到一筆外觀補償金（appearance allowance）。

## 醫療和旅遊保險
大多數醫療保險保單和某些旅遊保險保單也包含有自負額。醫療保險的自負額，因為是個人投保和家庭投保，金額會有不同。
由於醫療的性質，被保險人通常會因一次疾病或受傷，而有數天的各式醫療費用。因此醫療保險的自負額通常會按期限（例如是一年）而不是根據每次就診做計算。縱然如此，主要的醫療保險單可能會有條款規定每次就診的自負額，而且通常不覆蓋一般科醫師的常規就診費用，除非能證明是連續治療的一部分（而且這些帳單可整理成一項索賠申請）。

## 工商保險
在工商保險，自負額通常以損失的百分比表示，通常（但並非全然是）是以最低和最高金額表示。與共同保險類似，即投保公司根據最低和最高付款限額，承擔一定比例的損失。例如，如果設定自負額為10％，最低金額為1,500美元，最高金額為5,000美元，則25,000美元的索賠額，投保公司將負擔2,500美元的自負額（即損失的10％），保險公司的最終付款為22,500美元。在15,000美元的索賠，投保公司就有1,500美元的最低自負額，而在高於50,000美元的索賠發生時，投保公司只需承擔5,000美元的最高自負額。

## 外部連結
- Connelly, Joseph. . WPBR - The Justice Hour with Lisa Macci. March 3, 2008  [2008-06-27]. （原始内容存档于2021-03-17）.
- Warnagiris, Joseph. . Claims Magazine. February 2009. （原始内容存档于2015-09-24）.